# Not Cool
Not Cool è un film del 2014 diretto da Shane Dawson.
Commedia statunitense che ha per protagonisti lo stesso regista, Cherami Leigh, Drew Monson e Michelle Veintimilla.

## Trama
In una piccola città della Pennsylvania, un gruppo di amici del liceo si riunisce durante una vacanza del college per il giorno del Ringraziamento. L'ex re del ballo, Scott, viene lasciato dalla sua fidanzata. Heather, e trova un nuovo interesse amoroso in Tori. Nel frattempo, la sorella minore di Scott viene avvicinata da Joel, che cerca di corteggiarla, utilizzando le conoscenze che ha acquisito dai suoi messaggi sui social media.

## Produzione
Il film è costato 800.000 dollari ed è stato girato in soli 20 giorni.

## Accoglienza

### Critica
Not Cool è stato stroncato dalla critica. Sul sito Rotten Tomatoes ha ottenuto un voto pari al 14%, mentre il sito ufficiale di Metacritic ha ritenuto il film "antipatico e uno dei peggiori mai visti nel mondo del cinema americano".
Una critica molto devastante è dovuta a Frank Schreck, di Hollywood Reporter, il quale lo ha ritenuto pieno di stereotipi etnici, con un linguaggio profano, e personaggi che assomigliano a cartoni animati, che non c'entra niente con il titolo del film. Inoltre ha voluto affermare che il modo di recitare, nel film, è terribile, e che è rimasto molto deluso da Shaw Dawson, visto che è una star di YouTube, molto seguita e piena di talenti.
Infine, secondo la statistica di innumerevoli siti, dedicati al web, il film ha ricevuto il 39% dei voti positivi, molti dei quali erano dovuti solamente al fatto che vi era Dawson al cinema. La maggior parte del pubblico è rimasto deluso dal produttore, Chris Moore, il quale ha prodotto la nota commedia statunitense American Pie.